# Marc Roberts

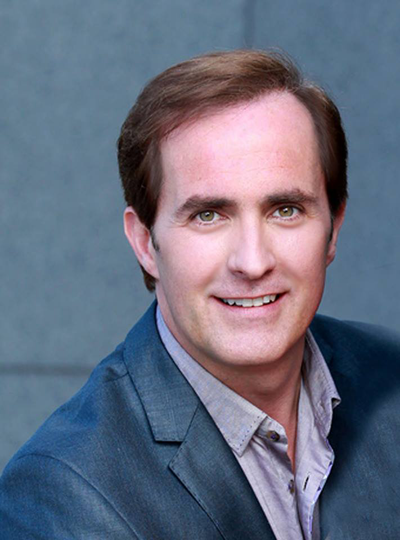
Marc Roberts, 2015

Marc Roberts (* 25. Juni 1968 in Crossmolina, County Mayo) ist ein irischer Sänger und Songschreiber. Er vertrat Irland beim Eurovision Song Contest 1997 in Dublin.

## Leben und Wirken
1997 gewann er den irischen Vorentscheid zum Eurovision Song Contest mit dem von John Farry komponierten und getexteten Lied Mysterious Woman. Er trat als für das titelverteidigende Land an, da Eimear Quinn den Eurovision Song Contest gewonnen hatte und erreichte hinter Katrina & The Waves den zweiten Platz mit 157 Punkten. Bereits im Vorfeld gehörte Roberts neben den späteren Siegern zu den Favoriten des Musikwettbewerbs.
1998 brachte er sein selbstbetiteltes Debütalbum heraus. Er arbeitet auch fürs Radio, zum Beispiel in der Sendung Songmakers auf RTÉ Radio 1.
2008 nahm er am Eurosong, der irischen Vorentscheidung zum Eurovision Song Contest 2008, mit dem selbst komponierten Lied Chances teil. Jedoch gewann nicht er, sondern Dustin the Turkey.
Roberts nahm regelmäßig weitere Alben auf, zuletzt A Tribute to the Music of John Denver.